# 始興インターチェンジ
始興インターチェンジ（シフンインターチェンジ）は、大韓民国京畿道始興市にある首都圏第一循環高速道路のインターチェンジである。

## 歴史
- 1999年11月26日 - 開設。

## 隣
首都圏第一循環高速道路
(26) 長寿IC - (27) 始興IC - 始興料金所 - (28) 鞍峴JCT